# Етнолінгвістичний націоналізм
Етнолінгвістичний націоналізм є ідеологією, що прирівнює всю спільноту мовців певною мовою із народом.
Ця ідеологія була розроблена в Центральній Європі в 19 столітті. Згодом вона була реалізована в 20 сторіччі з раптовим утворенням етнолінгвістичних національних держав, особливо в 1918 та 1989 роках.